# Полиці (Конавле)
42°29′ пн. ш. 18°23′ сх. д. / 42.49° пн. ш. 18.38° сх. д.
Полиці (хорв. Poljice) — населений пункт у Хорватії, у Дубровницько-Неретванській жупанії у складі громади Конавле.

## Населення
Населення за даними перепису 2011 року становило 70 осіб.
Динаміка чисельності населення поселення: